# Чембарский уезд
Чембарский уезд — административно-территориальная единица Пензенской губернии, существовавшая в 1780—1928 годах. Уездный город — Чембар.

## Географическое положение
Уезд располагался на юго-западе Пензенской губернии, граничил с Тамбовской и Саратовской губерниями. Площадь уезда составляла в 1897 году 3977,3 кв. вёрст (4526 км²), в 1926 году — 4886 км².

## История
Уезд образован в сентябре 1780 года в составе Пензенского наместничества в результате реформы Екатерины Великой. С 1796 года в составе Пензенской губернии. 
В 1928 году Чембарский уезд был упразднён, на его территории образован Чембарский район Пензенского округа Средне-Волжской области. 

## Население
По данным переписи 1897 года в уезде проживало 153 380 чел. В том числе русские — 86,1 %, мордва — 7,8 %, татары — 5,8 %. В городе Чембар проживало 5345 человек.
По итогам всесоюзной переписи населения 1926 года население уезда составило 238 584 человек, из них городское — 17 780 человек.

## Административное деление
В 1890 году в состав уезда входило 31 волость:
| № п/п | Волость          | Волостное правление | Число селений | Население |
| ----- | ---------------- | ------------------- | ------------- | --------- |
| 1     | Агаповская       | с. Агапово          | 3             | 3007      |
| 2     | Алексеевская     | с. Алексеевка       | 3             | 2487      |
| 3     | Анучинская       | с. Анучино          | 10            | 3715      |
| 4     | Аргамаковская    | с. Аргамаково       | 6             | 5189      |
| 5     | Болкашинская     | с. Болкашино        | 4             | 3028      |
| 6     | Владыкинская     | с. Владыкино        | 5             | 4132      |
| 7     | Воловайская      | с. Новый Валовай    | 5             | 3399      |
| 8     | Волче-Вражская   | с. Волчий Враг      | 6             | 4902      |
| 9     | Вражская         | с. Вражское         | 3             | 3181      |
| 10    | Высокинская      | с. Высокое          | 8             | 4680      |
| 11    | Глебовская       | с. Глебовка         | 4             | 4744      |
| 12    | Голодяевская     | с. Голодяевка       | 3             | 2352      |
| 13    | Ершовская        | с. Ершово           | 6             | 3194      |
| 14    | Завивальская     | с. Завиваловка      | 2             | 1294      |
| 15    | Карсаевская      | с. Карсаевка        | 9             | 6570      |
| 16    | Кевдо-Вершинская | с. Кевдо-Вершина    | 2             | 6249      |
| 17    | Ключевская       | с. Ключевское       | 5             | 4195      |
| 18    | Мачалейская      | с. Мочалейка        | 6             | 11055     |
| 19    | Мачинская        | с. Мача             | 9             | 9303      |
| 20    | Митрофановская   | с. Митрофаново      | 3             | 3418      |
| 21    | Невежкинская     | с. Невежкино        | 1             | 6207      |
| 22    | Обвальская       | с. Обвал            | 4             | 3654      |
| 23    | Поимская         | с. Никольский Поим  | 2             | 8851      |
| 24    | Полянская        | с. Поляна           | 9             | 5222      |
| 25    | Свищевская       | с. Свищёвка         | 13            | 4444      |
| 26    | Студенская       | с. Студенка         | 4             | 3222      |
| 27    | Тарханская       | с. Тарханы          | 7             | 3170      |
| 28    | Тарховская       | с. Тархово          | 7             | 5078      |
| 29    | Троицкая         | с. Троицкое         | 8             | 5031      |
| 30    | Чернышевская     | с. Чернышево        | 4             | 3309      |
| 31    | Щепотьевская     | с. Щепотьево        | 2             | 2636      |

В 1913 году в уезде также числилась 31 волостьупразднена Ключевская волость, образована Крюковская волость (с. Крюково).

## Уездные предводители дворянства[5]
| Время службы | Фамилия, Имя, Отчество             | Должность/Чин         |
| ------------ | ---------------------------------- | --------------------- |
| 1787-1790    | Князь Кугушев Василий Васильевич   | Секунд-майор          |
| 1790-1799    | Мосолов Михаил Иванович            | Надворный советник    |
| 1800-1803    |                                    |                       |
| 1804-1807    | Турнер Франц Филиппович            | Артиллерии капитан    |
| 1807-1810    | Арсеньев Михаил Васильевич         | Гвардии поручик       |
| 1810-1813    | Колокольцов Дмитрий Аполлонович    | Статский советник     |
| 1813-1819    | Евреинов Фёдор Иванович            | Майор                 |
| 1819-1831    | Мосолов Сергей Михайлович          | Капитан               |
| 1831-1834    | Подладчиков Яков Александрович     | Чиновник 14-го класса |
| 1834-1837    | Митьков Валериан Фотиевич          | Гвардии поручик       |
| 1837-1840    | Богданов Алексей Александрович     | Губернский секретарь  |
| 1840-1855    | Катков Пётр Михайлович             | Коллежский асессор    |
| 1855-1858    | Владыкин Михаил Николаевич         | Подпоручик            |
| 1858-1864    | Князь Енгалычев Николай Николаевич | Гвардии поручик       |
| 1864-1867    | Жемчужников, Лев Михайлович        | Губернский секретарь  |
| 1867-1870    | Князь Енгалычев Валериан Иванович  | Коллежский секретарь  |
| 1870-1879    | Подладчиков Яков Александрович     | Надворный советник    |
| 1879-        | Владыкин Владимир Николаевич       | Статский советник     |